# Andrea Corsini (kardinal)
Andrea Corsini, född 11 juni 1735 i Florens, död 18 januari 1795 i Rom, var en italiensk kardinal och ärkebiskop. Han tjänade som camerlengo från 1771 till 1772 samt prefekt för Apostoliska signaturan från 1770 till 1795. Corsini var kardinalvikarie och ärkepräst för Santa Maria Maggiore från 1793 till 1795.

## Biografi
Andrea Corsini var son till furste Filippo Corsini och Ottavia Strozzi. Han fick sin utbildning genom bland andra Neri Maria Corsinis försorg och var för en tid refendarieråd vid Apostoliska signaturan. 
I september 1759 upphöjde påve Clemens XIII Corsini till kardinaldiakon med Sant'Angelo in Pescheria som titeldiakonia. Han prästvigdes 1769 och deltog i konklaven samma år, vilken valde Clemens XIV till ny påve. I september nämnda år blev Corsini kardinalpräst med San Matteo in Merulana som titelkyrka. Kardinal Corsini var därtill ordförande för den kommission, vilken hade i uppdrag att upphäva Societas Iesu.
I juli 1776 blev Corsini kardinalbiskop av Sabina och biskopsvigdes av kardinal Henry Benedict Stuart den 21 juli samma år. 
Kardinal Corsini avled i Rom år 1795 och är begravd i Cappella Corsini i basilikan San Giovanni in Laterano.

## Bilder

Kardinal Andrea Corsinis titeldiakonia och titelkyrka
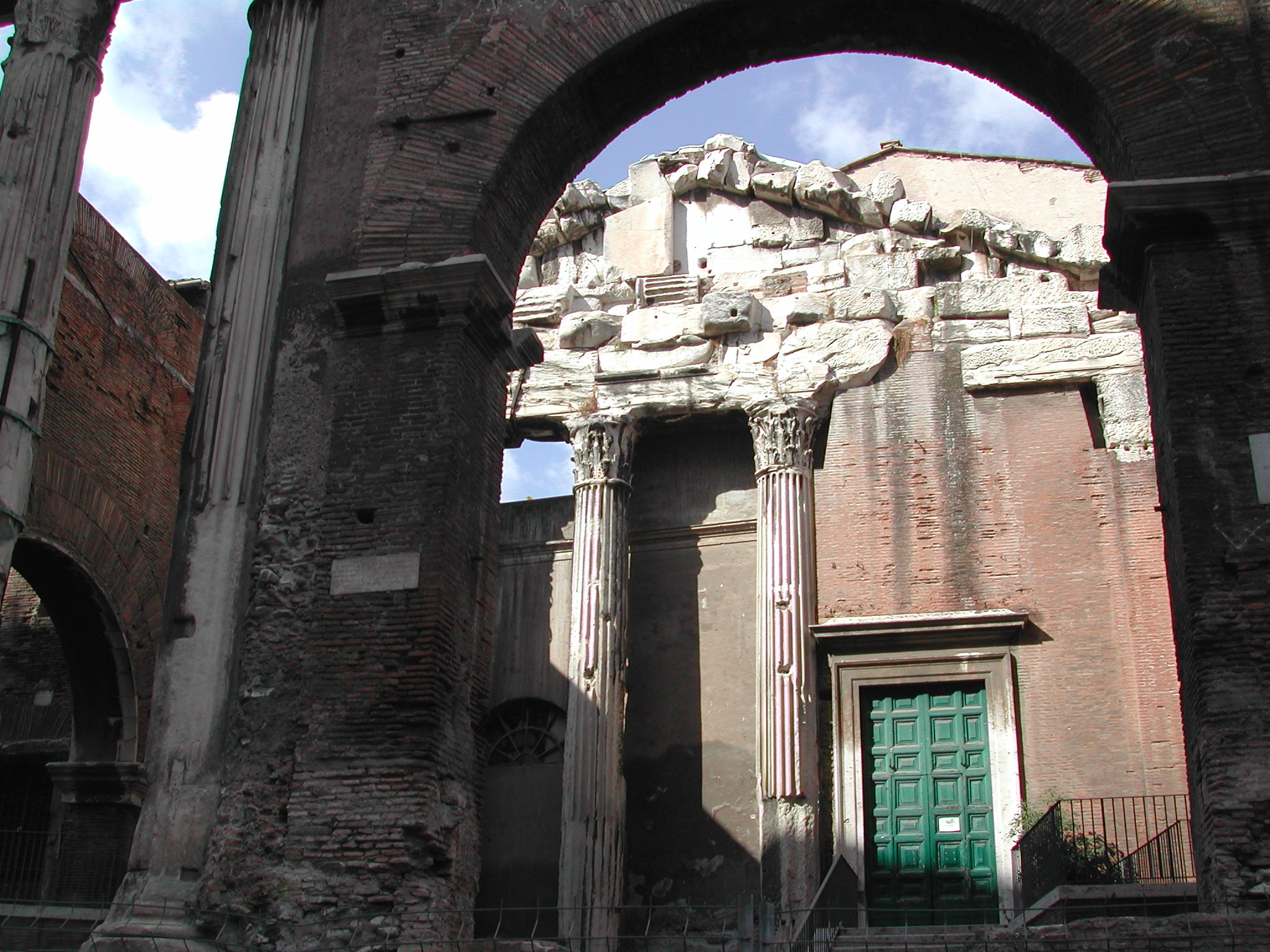
Sant'Angelo in Pescheria.
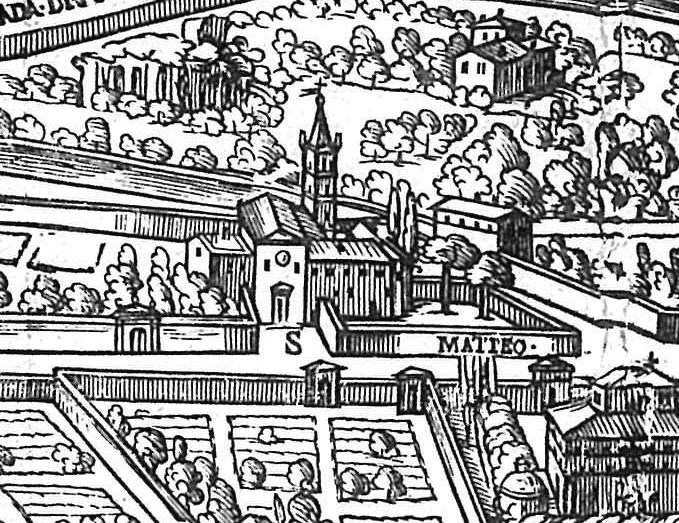
San Matteo in Merulana.